# Habay
Pour les articles homonymes, voir Habay-la-Neuve et Habay-la-Vieille.
Habay (en gaumais Habâ, en allemand Habich, en luxembourgeois Habech, en wallon Habê) est une commune francophone de Belgique située en Région wallonne dans la province de Luxembourg. Huit villages font partie de la Gaume, un est en Ardenne et un est en Pays d'Arlon (Lorraine belge d'expression luxembourgeoise - Arelerland).

## Toponymie
Habay est la forme wallonisée d'un ancien 'Habach' germanique (prononcé 'Habich' en francique luxembourgeois), 'Bach' (= 'ruisseau'), étant fréquemment romanisé en 'bay'. Du côté de la frontière linguistique entre la Wallonie et la région flamande, on a le même phénomène, mais là, c'est 'beek' qui devient 'bay' ou 'bais' (p. ex. 'Thorenbeek' > 'Thorembais').
Habay se trouve actuellement tout près de la frontière linguistique (qui s'est un peu déplacée vers l'est au fil des siècles) entre le wallon et le francique luxembourgeois. La forêt d'Anlier, p. ex., s'appelle "Anslerbësch" en luxembourgeois; et l'on pourrait citer ainsi bien d'autres lieux-dits portant un nom différent en wallon et en luxembourgeois.
Cf. Jean-Jacques Jespers, Dictionnaire des noms de lieux en Wallonie et à Bruxelles (éd. Racine, 2005), p. 304.

## Géographie

### Sections de commune
| # | Nom              | Superf. (km2) | Habitants (2020) | Habitants par km2 | Code INS |
| - | ---------------- | ------------- | ---------------- | ----------------- | -------- |
| 1 | Habay-la-Neuve   | 33,27         | 3 374            | 101               | 85046A   |
| 2 | Hachy            | 12,81         | 767              | 60                | 85046B   |
| 3 | Habay-la-Vieille | 13,25         | 1 226            | 93                | 85046C   |
| 4 | Houdemont        | 6,18          | 568              | 92                | 85046D   |
| 5 | Rulles           | 32,03         | 2 148            | 67                | 85046E   |
| 6 | Anlier           | 5,98          | 392              | 66                | 85046F   |

### Villages de la commune
La commune de Habay comporte dix villages : Anlier, Habay-la-Neuve, Habay-la-Vieille, Hachy, Harinsart, Houdemont, Marbehan, Nantimont, Orsinfaing et Rulles.
La Gaume étant essentiellement définie par son patois originel - le gaumais (Lorrain roman), les villages de Habay-la-Neuve, Habay-la-Vieille, Harinsart, Houdemont, Marbehan, Orsinfaing et Rulles sont en Gaume, bien que leurs forêts soient en Ardenne. Le village de Hachy se trouve en Pays d'Arlon et le village d'Anlier se situe en Ardenne,

### Communes limitrophes
|          | Léglise | Martelange |
| Tintigny | Habay   | Attert     |
|          | Étalle  | Arlon      |

### Cours d’eau
La commune est traversée par la Rulles, un affluent de la Semois qui y coule globalement dans la direction sud-ouest et y reçoit successivement les eaux de l’Arlune, de l’Anlier, de la Mandebras et de la Mellier.

### Communications
La gare de Habay est un point d’arrêt pour les trains omnibus (L) sur la ligne 162 Namur-frontière luxembourgeoise.
La gare de Marbehan est la gare principale de la commune, arrêt pour les trains omnibus et les intercity (IC) sur la ligne 162 Namur-frontière luxembourgeoise offrant des trains directs pour Luxembourg, Bruxelles, et la côte en été.
Le réseau de bus TEC relie les villages de la commune aux communes du sud de la province.

## Démographie

### Évolution démographique de la commune fusionnée
En tenant compte des anciennes communes entraînées dans la fusion de communes de 1977, on peut dresser l'évolution suivante:
Les chiffres des années 1831 à 1970 tiennent compte des chiffres des anciennes communes fusionnées.
- Source: DGS , de 1831 à 1981=recensements population; à partir de 1990 = nombre d'habitants chaque 1 janvier[3]

## Histoire
Les premières traces de la présence de l'homme dans la commune remontent à l'époque néolithique. Des silex de cette période ont été retrouvés en abondance principalement dans le Sud de la commune.

Les nombreux sites archéologiques gallo-romains inventoriés sur l'ensemble de la commune témoignent d'une première mais importante occupation dès le Ier siècle de notre ère.

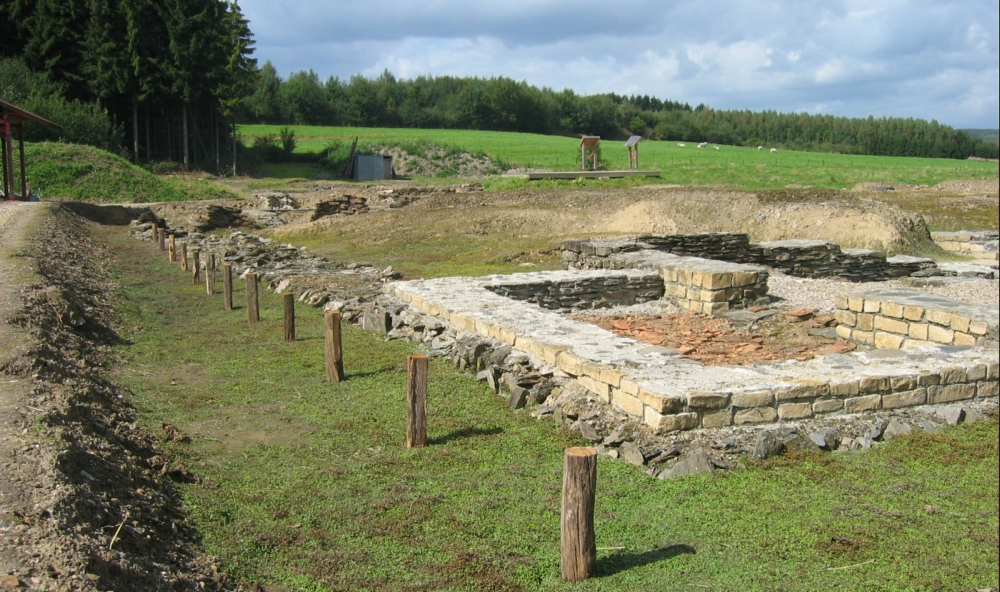
La villa gallo-romaine de Mageroy

Mageroy, qui est l'un des plus importants sites archéologiques de la région, est localisé à peu de distance du village de Habay-la-Vieille. C'est à cet endroit que se dressait une exploitation agricole gallo-romaine de taille, occupée du Ier au IVe siècle de notre ère. En collaboration avec la Région wallonne et la commune de Habay, ce site exceptionnel est en cours de fouille depuis une vingtaine d'années par le groupe d’archéologie locale (ARC-HAB).
Une gare fut construite près de Habay-la-Neuve dès 1858, elle est aujourd’hui fermée et le bâtiment est un des tout derniers vestiges de l'architecture néo-florentine de la Grande compagnie du Luxembourg. La plupart de ces gares ont en effet été démolies ou altérées à la fin du XXe siècle et, depuis la démolition de la gare d'Assesse en 2017, celle de Habay est la dernière en état proche de l'origine.
Seule gare encore en fonction dans la commune, la Gare de Marbehan est mise en service le 27 octobre 1858. Elle se situe sur la ligne 162 entre les gares de Libramont et d’Arlon.

## Héraldique
|  | La commune possède des armoiries. Il s’agit des armoiries historiques des du Bost. Blasonnement : D’or à un chêne terrassé au naturel, englanté d’or et adextré d’un demi-sanglier de sable mouvant du fût. - Délibération communale : 15 mars 1958 - Arrêté royal : 24 mai 1960 - Moniteur belge : 6 février 1962 Source du blasonnement : Lieve Viaene-Awouters et Ernest Warlop, Armoiries communales en Belgique, Communes wallonnes, bruxelloises et germanophones, t. 1 : Communes wallonnes A-L, Bruxelles, Dexia, 2002. |

## Politique et administration

### Conseil et collège communal 2024-2030
Ci-dessous, le tableau des résultats des élections communales de 2024.
| Parti | Parti             | Voix (2024) | Voix (2018) | % (2024) | % (2018) | +/-   | Sièges | +/-  | Collège |
| ----- | ----------------- | ----------- | ----------- | -------- | -------- | ----- | ------ | ---- | ------- |
|       | Enjeux 2030       | 1.003       | -           | 19,53%   | -        | 0.0 % | 3 / 19 | 3.0  | Oui     |
|       | Forgeons ensemble | 2.288       | -           | 44,55%   | -        | 0.0 % | 9 / 19 | 9.0  | Oui     |
|       | GERER+            | 1.845       | -           | 35,92%   | -        | 0.0 % | 7 / 19 | 7.0  | Non     |
|       | ECOLO             | -           | 693         | -        | 13,47%   | 0.0 % | - / 19 | 2.0  | Non     |
|       | Pour Habay        | -           | 2.635       | -        | 51,22%   | 0.0 % | - / 19 | 11.0 | Non     |
|       | Vouloir           | -           | 1.460       | -        | 28,38%   | 0.0 % | - / 19 | 6.0  | Non     |
|       | ENS.DEMAIN        | -           | 356         | -        | 6,92%    | 0.0 % | - / 19 | 0.0  | Non     |
| Total | Total             | 5 136       | 5 144       | 100 %    | 100 %    |       | 19     |      |         |

| Collège communal   |                    |                        |
| ------------------ | ------------------ | ---------------------- |
| Bourgmestre        | Olivier Barthélemy | MR - Forgeons ensemble |
| 1er Échevin        | Fabrice Jacques    | MR - Forgeons ensemble |
| 2e Échevine        | Cindy Van de Walle | MR - Forgeons ensemble |
| 3e Échevin         | Philippe Jeanty    | MR - Forgeons ensemble |
| 4e Échevin         | Ahmed Berthomé     | Ecolo - Enjeux 2030    |
| Présidente du CPAS | Corinne Le Gros    | Enjeux 2030            |

### Jumelages
- Cottonport (en) (États-Unis), ville de Louisiane.
- Tortoreto (Italie), commune des Abruzzes.
- La Tremblade (France), commune de la Charente-Maritime, près de Royan.
- Beaumes-de-Venise (France), commune du Vaucluse, où se déroule chaque année la Fête des Belges avec le soutien du comité de jumelage de Habay.

### Sécurité et secours
La commune fait partie de la zone de police Arlon/Attert/Habay/Martelange pour les services de police, ainsi que de la zone de secours Luxembourg pour les services de pompiers. Le numéro d'appel unique pour ces services est le 112.

## Patrimoine et culture

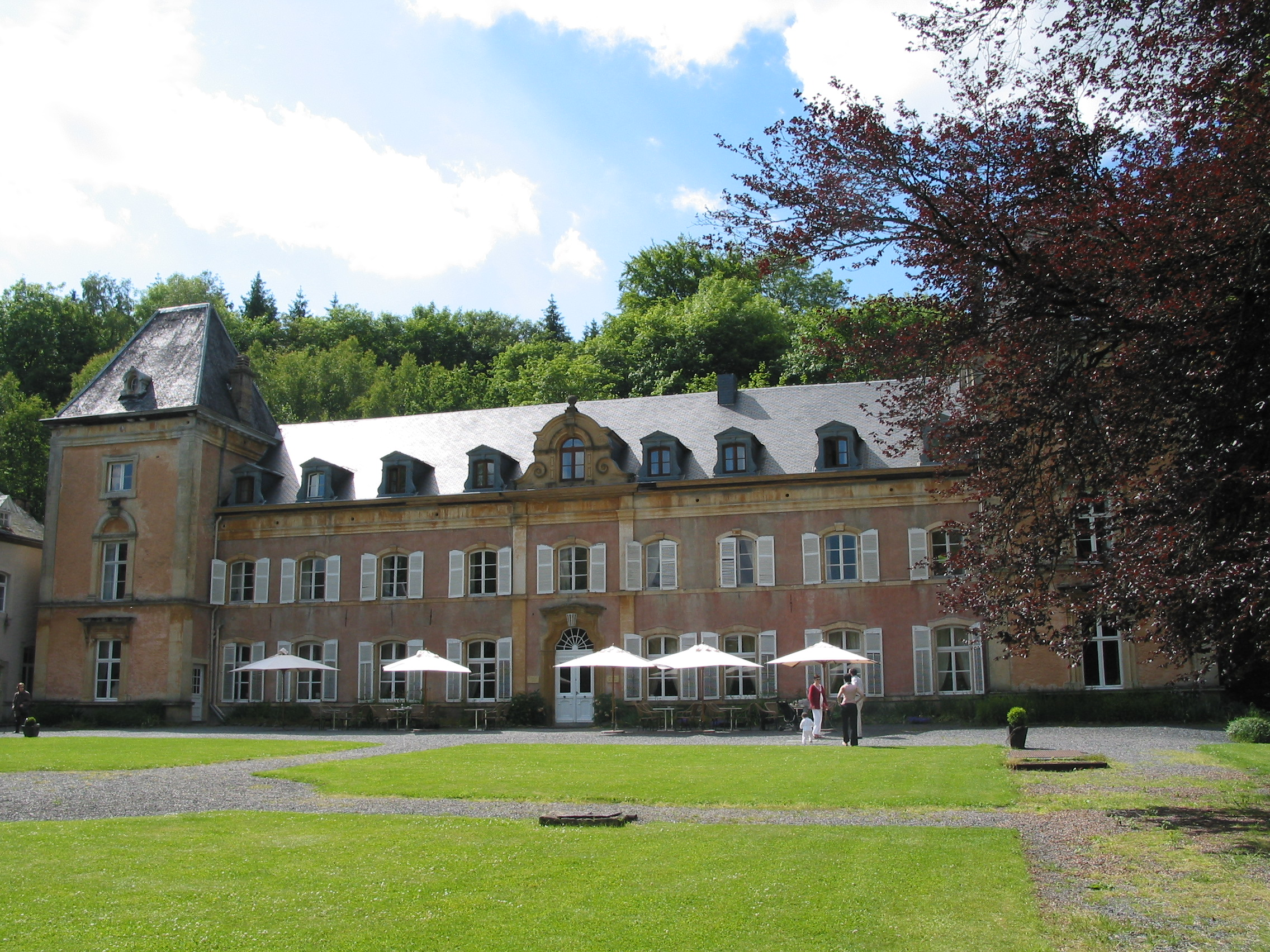
Le château du Pont d'Oye.

### Culture

#### Anecdotes
- La localité était autrefois connue pour sa production de fer de mauvaise qualité, d'oû l'expression en wallon liégeois fiér di Habê (ferraille)[8].

## Célébrités locales
Quelques personnes illustres, au niveau belge de langue française, sont issues de la commune de Habay :
- Amélie Nothomb, écrivain ;
- Charles-Ferdinand Nothomb, homme politique belge ;
- Maurice Grevisse, grammairien ;
- Julien Lapraille, cuisinier, homme de radio et de télévision.